# AFC Ajax in het seizoen 2022/23 (vrouwen)
Het seizoen 2022/23 was het 11e jaar in het bestaan van de Amsterdamse vrouwenvoetbalclub Ajax. De club kwam uit in de Eredivisie en na 20 speelrondes werd de club voor de derde keer in haar bestaand landskampioen van Nederland. In het toernooi om de KNVB beker werd er in de achtste finale verloren van FC Twente met 2–1. Door het behalen van de tweede plaats in het vorige voetbalseizoen is het team gekwalificeerd voor de voorrondes van de Champions League, hierin werd in de tweede voorronde, over twee wedstrijden, verloren van het Engelse Arsenal WFC (2–3).
Halverwege het seizoen stapte Victoria Pelova over van Ajax naar Arsenal WFC, en hiermee raakte Ajax een belangrijke speelster kwijt. Ajax stond lange tijd gelijk met FC Twente in de tussentijdse ranglijst van de competitie, maar raakte die positie kwijt toen ze hun allereerste wedstrijd in de Johan Cruijff ArenA gelijk speelden tegen Feyenoord. Toen later FC Twente verloor in de uitwedstrijd tegen Fortuna Sittard, kregen zowel Ajax als Twente het lot in eigen handen: wie alle wedstrijden zou winnen, werd kampioen, waardoor de onderlinge wedstrijd op Sportpark De Toekomst feitelijk de beslissing bracht. Eind april won Ajax die wedstrijd, waarmee ze in de laatste wedstrijd tegen PEC Zwolle de titel binnenhaalden. Dit was het derde landskampioenschap in de geschiedenis van de Ajax Vrouwen.
Door bij de eerste vier in de competitie te eindigen, plaatste Ajax zich, samen met PSV, FC Twente en Fortuna Sittard, voor de Eredivisie Cup van 2023.

## Selectie en technische staf

### Selectie
| Nr.             | Nat.               | Naam                | Competitie  | Competitie  | Beker       | Beker       | Supercup    | Supercup    | Eredivisie Cup | Eredivisie Cup | Champions League | Champions League | Totaal      | Totaal      | Seizoen bij AFC Ajax | Vorige club     | Contract     |
| Nr.             | Nat.               | Naam                | W           | Goal        | W           | Goal        | W           | Goal        | W              | Goal           | W                | Goal             | W           | Goal        | Seizoen bij AFC Ajax | Vorige club     | Contract     |
| Doelvrouwen     | Doelvrouwen        | Doelvrouwen         | Doelvrouwen | Doelvrouwen | Doelvrouwen | Doelvrouwen | Doelvrouwen | Doelvrouwen | Doelvrouwen    | Doelvrouwen    | Doelvrouwen      | Doelvrouwen      | Doelvrouwen | Doelvrouwen | Doelvrouwen          | Doelvrouwen     | Doelvrouwen  |
| --------------- | ------------------ | ------------------- | ----------- | ----------- | ----------- | ----------- | ----------- | ----------- | -------------- | -------------- | ---------------- | ---------------- | ----------- | ----------- | -------------------- | --------------- | ------------ |
| 1               | Vlag van Nederland | Lize Kop            | 20          | 0           | 1           | 0           | 1           | 0           | 1              | 0              | 4                | 0                | 27          | 0           | 4e                   | Jeugd           | 30 juni 2023 |
| 28              | Vlag van Nederland | Regina van Eijk     | 0           | 0           | 0           | 0           | 0           | 0           | 0              | 0              | 0                | 0                | 0           | 0           | 1e                   | Jeugd           | 30 juni 2024 |
| 28              | Vlag van Nederland | Fiene Bussman       | 0           | 0           | 0           | 0           | 0           | 0           | 0              | 0              | 0                | 0                | 0           | 0           | 1e                   | FC Winterswijk  | Contractloos |
| 31              | Vlag van Nederland | Dionne van der Wal  | 0           | 0           | 0           | 0           | 1           | 0           | 0              | 0              | 0                | 0                | 1           | 0           | 2e                   | Sc Heerenveen   | Contractloos |
| Verdedigsters   |                    |                     |             |             |             |             |             |             |                |                |                  |                  |             |             |                      |                 |              |
| 3               | Vlag van Nederland | Liza van der Most   | 2           | 0           | 0           | 0           | 0           | 0           | 0              | 0              | 4                | 0                | 6           | 0           | 8e                   | Jeugd           | 30 juni 2023 |
| 3               | Vlag van Nederland | Roos van der Veen   | 4           | 0           | 1           | 1           | 0           | 0           | 0              | 0              | 0                | 0                | 5           | 1           | 1e                   | Sc Heerenveen   | 30 juni 2024 |
| 4               | Vlag van Nederland | Lisa Doorn          | 18          | 4           | 1           | 0           | 1           | 0           | 3              | 1              | 4                | 0                | 27          | 5           | 4e                   | Jeugd           | 30 juni 2023 |
| 5               | Vlag van Nederland | Soraya Verhoeve     | 6           | 0           | 0           | 0           | 0           | 0           | 0              | 0              | 3                | 0                | 9           | 0           | 7e                   | Jeugd           | 30 juni 2023 |
| 18              | Vlag van Nederland | Milicia Keijzer     | 5           | 0           | 0           | 0           | 0           | 0           | 0              | 0              | 0                | 0                | 0           | 0           | 1e                   | Jeugd           | Contractloos |
| 22              | Vlag van Nederland | Quinty Sabajo       | 20          | 5           | 1           | 0           | 1           | 0           | 3              | 0              | 2                | 0                | 27          | 5           | 3e                   | sc Heerenveen   | 30 juni 2023 |
| 25              | Vlag van Nederland | Kay-lee de Sanders  | 20          | 0           | 1           | 0           | 1           | 0           | 3              | 0              | 2                | 0                | 27          | 0           | 4e                   | Jeugd           | 30 juni 2025 |
| 26              | Vlag van Nederland | Isa Kardinaal       | 13          | 0           | 1           | 0           | 0           | 0           | 3              | 0              | 4                | 0                | 21          | 0           | 2e                   | Jeugd           | 30 juni 2025 |
| 27              | Vlag van Nederland | Deau den Turk       | 0           | 0           | 0           | 0           | 0           | 0           | 0              | 0              | 0                | 0                | 0           | 0           | 1e                   | Jeugd           | Contractloos |
| 33              | Vlag van Nederland | Vita van der Linden | 3           | 0           | 0           | 0           | 1           | 0           | 0              | 0              | 0                | 0                | 4           | 0           | 2e                   | Stade de Reims  | 30 juni 2023 |
| 32              | Vlag van Nederland | Jonna van de Velde  | 0           | 0           | 0           | 0           | 0           | 0           | 0              | 0              | 0                | 0                | 0           | 0           | 4e                   | Jeugd           | 30 juni 2025 |
| Middenveldsters |                    |                     |             |             |             |             |             |             |                |                |                  |                  |             |             |                      |                 |              |
| 6               | Vlag van Nederland | Marthe Munsterman   | 7           | 0           | 0           | 0           | 0           | 0           | 2              | 0              | 0                | 0                | 9           | 0           | 5e                   | FC Twente       | 30 juni 2023 |
| 8               | Vlag van Nederland | Sherida Spitse      | 20          | 5           | 1           | 0           | 1           | 0           | 3              | 1              | 4                | 0                | 29          | 5           | 3e                   | Valerenga IF    | 30 juni 2025 |
| 10              | Vlag van Nederland | Nadine Noordam      | 18          | 1           | 1           | 0           | 1           | 0           | 3              | 1              | 3                | 0                | 26          | 1           | 2e                   | ADO Den Haag    | 30 juni 2025 |
| 21              | Vlag van Nederland | Rosa van Gool       | 14          | 0           | 0           | 0           | 0           | 0           | 3              | 1              | 0                | 0                | 17          | 1           | 2e                   | Jeugd           | Contractloos |
| 23              | Vlag van Nederland | Victoria Pelova     | 8           | 3           | 0           | 0           | 1           | 0           | 0              | 0              | 0                | 0                | 9           | 3           | 4e                   | ADO Den Haag    | 30 juni 2023 |
| 24              | Vlag van Nederland | Iris Stiekema       | 0           | 0           | 0           | 0           | 0           | 0           | 0              | 0              | 0                | 0                | 0           | 0           | 3e                   | Jeugd           | 30 juni 2024 |
| Aanvalsters     |                    |                     |             |             |             |             |             |             |                |                |                  |                  |             |             |                      |                 |              |
| 7               | Vlag van Nederland | Romée Leuchter      | 18          | 18          | 1           | 0           | 1           | 1           | 1              | 1              | 4                | 2                | 25          | 22          | 2e                   | PSV             | 30 juni 2024 |
| 9               | Vlag van Nederland | Nikita Tromp        | 7           | 2           | 0           | 0           | 1           | 0           | 0              | 0              | 1                | 0                | 9           | 2           | 2e                   | PEC Zwolle      | 30 juni 2024 |
| 11              | Vlag van Nederland | Ashleigh Weerden    | 19          | 3           | 1           | 0           | 1           | 1           | 3              | 0              | 4                | 0                | 27          | 4           | 1e                   | Montpellier HSC | 30 juni 2024 |
| 12              | Vlag van Nederland | Isabelle Hoekstra   | 6           | 1           | 0           | 0           | 0           | 0           | 2              | 0              | 0                | 0                | 8           | 1           | 2e                   | Jeugd           | 30 juni 2024 |
| 15              | Vlag van Nederland | Chasity Grant       | 20          | 3           | 1           | 0           | 1           | 0           | 3              | 3              | 4                | 2                | 29          | 8           | 3e                   | ADO Den Haag    | 30 juni 2025 |
| 19              | Vlag van Nederland | Tiny Hoekstra       | 19          | 14          | 1           | 0           | 1           | 0           | 3              | 1              | 4                | 0                | 27          | 15          | 2e                   | Sc Heerenveen   | 30 juni 2025 |
| 20              | Vlag van Nederland | Eshly Bakker        | 18          | 3           | 0           | 0           | 0           | 0           | 3              | 0              | 4                | 2                | 25          | 5           | 5e                   | MSV Duisburg    | 30 juni 2023 |
| Nr.             | Nat.               | Naam                | W           | Goal        | W           | Goal        | W           | Goal        | W              | Goal           | W                | Goal             | W           | Goal        | Seizoen bij AFC Ajax | Vorige club     | Contract     |
| Nr.             | Nat.               | Naam                | Competitie  | Competitie  | Beker       | Beker       | Supercup    | Supercup    | Eredivisie Cup | Eredivisie Cup | Champions League | Champions League | Totaal      | Totaal      | Seizoen bij AFC Ajax | Vorige club     | Contract     |

### Legenda
| # | Reden                                          |
| - | ---------------------------------------------- |
|   | Heeft de club in het lopende seizoen verlaten. |

### Technische staf
| Naam           | Functie           |
| -------------- | ----------------- |
| Suzanne Bakker | Hoofdtrainer      |
| Sander Luiten  | Assistent-trainer |

## Wedstrijdstatistieken

### Eredivisie
|       | ADO Den Haag | VV Alkmaar | Excelsior | Feyenoord | Fortuna Sittard | sc Heerenveen | PEC Zwolle | PSV   | Telstar | FC Twente |
| ----- | ------------ | ---------- | --------- | --------- | --------------- | ------------- | ---------- | ----- | ------- | --------- |
| Thuis | 3 – 2        | 5 – 0      | 3 – 1     | 1 – 1     | 4 – 0           | 7 – 0         | 2 – 0      | 1 – 0 | 1 – 0   | 1 – 0     |
| Uit   | 0 – 3        | 1 – 6      | 0 – 3     | 0 – 4     | 1 – 2           | 2 – 5         | 1 – 6      | 1 – 2 | 2 – 7   | 3 – 1     |

| Speelronde 1                                                                                    | Ajax                                                                                                   | 4 – 0 (1 – 0)    | Fortuna Sittard | Opstelling Ajax |
| 16 september 2022 Aanvangstijd: 19.30 uur Plaats: Amsterdam Sportpark De Toekomst               | Victoria Pelova 23', 90' Moïsa van Koot 77' (e.d.) Soraya Verhoeve 90+1'                               | Wedstrijdverslag | | Kop, Kardinaal ( 46' Van der Most), De Sanders, Doorn, Verhoeve , Spitse, Grant ( 64' T. Hoekstra), Sabajo ( 74' Tromp), Pelova, Weerden ( 74' Noordam), Leuchter ( 86' Munsterman)     |
| Speelronde 3                                                                                    | Ajax                                                                                                   | 7 – 0 (3 – 0)    | sc Heerenveen | Opstelling Ajax |
| 2 oktober 2022 Aanvangstijd: 12.15 uur Plaats: Amsterdam Sportpark De Toekomst                  | Tiny Hoekstra 26', 36', 76' Sherida Spitse 38' Victoria Pelova 57' Nikita Tromp 73' Romée Leuchter 89' | Wedstrijdverslag | | Kop, Kardinaal ( 46' Van der Most), De Sanders, Doorn, Verhoeve , Spitse ( 71' Munsterman), Grant ( 62' Tromp), Sabajo, Pelova ( 62' Bakker), Hoekstra ( 85' Kruize), Leuchter          |
| Speelronde 4                                                                                    | ADO Den Haag                                                                                           | 0 – 3 (0 – 1)    | Ajax | Opstelling Ajax |
| 16 oktober 2022 Aanvangstijd: 12.15 uur Plaats: Den Haag Bingoal Stadion                        | Jaimy Ravensbergen 54'                                                                                 | Wedstrijdverslag | 19', 78' 63' Romée Leuchter 54' Lisa Doorn 85' Sherida Spitse                                                             | Kop, Kardinaal, De Sanders, Doorn, Verhoeve ( 67' Weerden), Spitse, Grant, Sabajo ( 73' Noordam), Pelova ( 89' Van Gool), Hoekstra ( 67' Bakker), Leuchter                              |
| Speelronde 5                                                                                    | Ajax                                                                                                   | 3 – 1 (2 – 1)    | Excelsior Rotterdam | Opstelling Ajax |
| 21 oktober 2022 Aanvangstijd: 19.30 uur Plaats: Amsterdam Sportpark De Toekomst                 | Sherida Spitse 23' Tiny Hoekstra 26' Quinty Sabajo 45+1' Nikita Tromp 54'                              | Wedstrijdverslag | 30' Naomi Piqué 66' Katelyn Hendriks                                                                                      | Kop, Kardinaal, De Sanders, Doorn ( 90+2' Munsterman), Weerden, Spitse, Grant ( 63' Noordam), Sabajo ( 46' Tromp), Bakker, Hoekstra, Leuchter                                           |
| Speelronde 2                                                                                    | Telstar                                                                                                | 2 – 7 (1 – 6)    | Ajax | Opstelling Ajax |
| 25 oktober 2022 Aanvangstijd: 19.30 uur Plaats: Velsen-Zuid 711 Stadion                         | Kyah Coady 16' Samya Hassani 67'                                                                       | Wedstrijdverslag | 2', 14', 29' Romée Leuchter 4' Chasity Grant 27', 48' Tiny Hoekstra 32' Nadine Noordam                                    | Kop, Kardinaal, De Sanders, Van der Veen ( 62' Munsterman), Weerden ( 82' Keijzer), Spitse, Noordam, Grant ( 62' Van Gool), Tromp ( 85' Kruize), Hoekstra, Leuchter ( 46' Sabajo        |
| Speelronde 6                                                                                    | VV Alkmaar                                                                                             | 1 – 6 (0 – 4)    | Ajax | Opstelling Ajax |
| 30 oktober 2022 Aanvangstijd: 12.15 uur Plaats: Alkmaar Sportpark Robonsbosweg                  | Isa Colin 41' Judith Roosjen 51'                                                                       | Wedstrijdverslag | 12', 28', 39' Quinty Sabajo 19', 48' Romée Leuchter 90+3' Spitse                                                          | Kop, Noordam, De Sanders, Van der Veen ( 46' Munsterman), Weerden ( 81' Keijzer), Spitse, Bakker, Sabajo ( 62' Tromp), Grant, Leuchter, T. Hoekstra ( 74' Pelova                        |
| Speelronde 7                                                                                    | Feyenoord                                                                                              | 0 – 4 (0 – 1)    | Ajax | Opstelling Ajax |
| 6 november 2022 Aanvangstijd: 12.15 uur Plaats: Rotterdam Sportcomplex Varkenoord               | | Wedstrijdverslag | 44', 57' T. Hoekstra 53' Romée Leuchter 90+2' (e.d.) Isa Kagenaar                                                         | Kop, Noordam, De Sanders, Doorn ( 85' Van der Veen), Weerden, Spitse, Grant ( 85' Tromp), Sabajo ( 88' Van Gool), Pelova ( 67' Bakker), Hoekstra, Leuchter                              |
| Speelronde 8                                                                                    | Ajax                                                                                                   | 1 – 0 (0 – 0)    | PSV | Opstelling Ajax |
| 20 november 2022 Aanvangstijd: 12.15 uur Plaats: Amsterdam Sportpark De Toekomst                | Romée Leuchter 54'                                                                                     | Wedstrijdverslag | | Kop, Noordam, De Sanders, Doorn, Weerden, Pelova, Spitse, Sabajo, Hoekstra, Leuchter, Grant ( 81' Bakker                                                                                |
| Speelronde 9                                                                                    | FC Twente                                                                                              | 3 – 1 (1 – 0)    | Ajax | Opstelling FC Twente |
| 27 november 2022 Aanvangstijd: 12.15 uur Plaats: Enschede Grolsch Veste                         | Suzanne Giesen 17' Marit Auée 45+1' Caitlin Dijkstra 59' Elena Dhont 90'                               | Wedstrijdverslag | 68' Romée Leuchter 80' Sherida Spitse                                                                                     | Kop, Noordam, De Sanders, Doorn, Weerden, Pelova, Spitse, Sabajo ( 70' Bakker), Hoekstra, Leuchter, Grant ( 88' Tromp)                                                                  |
| Speelronde 10                                                                                   | Ajax                                                                                                   | 2 – 0 (1 – 0)    | PEC Zwolle | Opstelling Ajax |
| 13 december 2022 Aanvangstijd: 19.30 uur Plaats: Amsterdam Sportpark De Toekomst                | Tiny Hoekstra 35' Romée Leuchter 84'                                                                   | Wedstrijdverslag | | Kop, Noordam, De Sanders, Doorn, Weerden, Pelova, Spitse, Sabajo ( 77' Verhoeve), Hoekstra, Leuchter, Grant ( 60' Bakker                                                                |
| Speelronde 12                                                                                   | Ajax                                                                                                   | 3 – 2 (2 – 1)    | ADO Den Haag | Opstelling Ajax |
| 20 januari 2023 Aanvangstijd: 19.30 uur Plaats: Amsterdam Sportpark De Toekomst                 | Chasity Grant 2' Tiny Hoekstra 40', 84' Roos van der Veen 65'                                          | Wedstrijdverslag | 38' Liz Rijsbergen 80' Daniëlle Noordermeer 83' Chloé Vande Velde                                                         | Kop, Noordam, De Sanders, Doorn ( 62' Van der Veen), Verhoeve, Bakker ( 70' Kardinaal), Spitse, Sabajo, Grant ( 80' I. Hoekstra), Leuchter, Ashleigh Weerden ( 46' Van Gool             |
| Speelronde 13                                                                                   | Ajax                                                                                                   | 1 – 0 (0 – 0)    | Telstar | Opstelling Ajax |
| 27 januari 2023 Aanvangstijd: 19.30 uur Plaats: Amsterdam Sportpark De Toekomst                 | Tiny Hoekstra 54' Quinty Sabajo 82'                                                                    | Wedstrijdverslag | 20' Chelly Drost | Kop, Noordam, De Sanders, Doorn ( 62' Van der Veen), Verhoeve, Bakker ( 70' Kardinaal), Spitse, Sabajo, Grant ( 80' I. Hoekstra), Leuchter, Ashleigh Weerden ( 46' Van Gool             |
| Speelronde 14                                                                                   | PSV | 1 – 2 (1 – 1)    | Ajax | Opstelling Ajax |
| 5 februari 2023 Aanvangstijd: 12.15 uur Plaats: Amsterdam Sportpark De Toekomst                 | Siri Worm 43'                                                                                          | Wedstrijdverslag | 13' Lize Kop 19' Chasity Grant 90' Lisa Doorn 90+1' Tiny Hoekstra 90+5' Nadine Noordam                                    | Kop, Kardinaal ( 68' Van Gool, De Sanders, Doorn, Weerden, Noordam, Spitse, Sabajo, T. Hoekstra, Bakker ( 63' Leuchter), Grant ( 90+2' I. Hoekstra)                                     |
| Speelronde 16                                                                                   | Ajax                                                                                                   | 1 – 1 (0 – 0)    | Feyenoord | Opstelling Ajax |
| 4 maart 2023 Aanvangstijd: 16.30 uur Plaats: Amsterdam Johan Cruijff Arena Toeschouwers: 33.742 | Ashleigh Weerden 50'                                                                                   | Wedstrijdverslag | 42' Amber Verspaget 48' Maxime Bennink 76' Zoï van de Ven 88' Annouk Boshuizen 90' Jada Conijnenberg 90+1' Esmee de Graaf | Kop, Kardinaal ( 69' Van Gool, De Sanders, Doorn, Weerden ( 81' Verhoeve), Noordam ( 81' Van der Linden), Spitse, Sabajo ( 81' Bakker), T. Hoekstra, Leuchter, Grant                    |
| Speelronde 17                                                                                   | Excelsior Rotterdam                                                                                    | 0 – 3 (0 – 1)    | Ajax | Opstelling Ajax |
| 10 maart 2023 Aanvangstijd: 19.30 uur Plaats: Rotterdam Van Donge & De Roo Stadion              | Stephanie Coelho Aurélio 29' Rachel Kleine 56' Yentl van Goch 90+3'                                    | Wedstrijdverslag | 34' Quinty Sabajo Eshly Bakker                                                                                            | Kop, Kardinaal ( 72' Van der Linden), De Sanders, Doorn, Weerden ( 85' Keijzer), Sabajo, Spitse ( 60' Grant), Van Gool, Bakker, Leuchter, T. Hoekstra ( 85' Kruize)                     |
| Speelronde 18                                                                                   | Ajax                                                                                                   | 5 – 0 (1 – 0)    | VV Alkmaar | Opstelling Ajax |
| 26 maart 2023 Aanvangstijd: 12.15 uur Plaats: Amsterdam Sportpark De Toekomst                   | Lisa Doorn 34', 71' Romée Leuchter 59', 65' Elisha Kruize 80'                                          | Wedstrijdverslag | 89' Camie Mol | Kop, Kardinaal, De Sanders, Doorn, Weerden ( 79' Keijzer), Sabajo ( 46' Van Gool), Spitse, Noordam ( 63' Kruize), Bakker ( 63' Kruize), Leuchter, Grant ( 79' Hoekstra)                 |
| Speelronde 19                                                                                   | sc Heerenveen                                                                                          | 2 – 5 (2 – 1)    | Ajax | Opstelling Ajax |
| 31 maart 2023 Aanvangstijd: 19.30 uur Plaats: Heerenveen Abe Lenstra Stadion                    | Janneke Ennema 1' 38' Jet van Beijeren 9' Merel Bormans 16' Nina Nijstad 69'                           | Wedstrijdverslag | 31' Ashleigh Weerden 49' Lisa Doorn 60' Rosa van Gool 65' Sherida Spitse 80' Eshly Bakker 90+2' Elisha Kruize             | Kop, Kardinaal ( 46' Van Gool), De Sanders, Doorn, Weerden ( 56' Keijzer), Sabajo ( 46' T. Hoekstra), Spitse, Noordam ( 90' Verhoeve), Bakker, Leuchter, Grant ( 90' Kruize)            |
| Speelronde 20                                                                                   | Fortuna Sittard                                                                                        | 1 – 2 (0 – 0)    | Ajax | Opstelling Ajax |
| 22 april 2023 Aanvangstijd: 19.00 uur Plaats: Sittard Fortuna Sittard Stadion                   | Tessa Wullaert 47' (pen.)                                                                              | Wedstrijdverslag | 51', 64' Romée Leuchter                                                                                                   | Kop, Noordam, De Sanders, Doorn, Weerden, Sabajo ( 89' Munsterman), Spitse, Bakker ( 83' Van Gool), T. Hoekstra, Leuchter, Grant ( 90+4' Kruize)                                        |
| Speelronde 21                                                                                   | Ajax                                                                                                   | 1 – 0 (1 – 0)    | FC Twente | Opstelling FC Twente |
| 29 april 2023 Aanvangstijd: 16.00 uur Plaats: Amsterdam Sportpark De Toekomst                   | Tiny Hoekstra 14' Sherida Spitse 41'                                                                   | Wedstrijdverslag | 84' Danique van Ginkel | Kop, Noordam, De Sanders, Doorn, Weerden, Sabajo, Spitse, Bakker ( 58' Van Gool), T. Hoekstra, Leuchter ( 90+3' I. Hoekstra), Grant                                                     |
| Speelronde 22                                                                                   | PEC Zwolle                                                                                             | 1 – 6 (0 – 3)    | Ajax | Opstelling Ajax |
| 7 mei 2023 Aanvangstijd: 14.30 uur Plaats: Zwolle MAC³PARK stadion                              | Danique Noordman 40' Bo van Egmond 82'                                                                 | Wedstrijdverslag | 9', 45' Romée Leuchter 43' Quinty Sabajo 49', 59' Tiny Hoekstra 65' Ashleigh Weerden                                      | Kop, Noordam, De Sanders, Doorn ( 80' Kardinaal), Weerden ( 80' Van der Linden), Sabajo ( 66' Munsterman), Spitse, Bakker ( 58' Van Gool), T. Hoekstra, Leuchter, Grant ( 66' Hoekstra) |

### KNVB beker
| Achtste finale                                                        | FC Twente                                    | 2 – 1 (0 – 0)    | Ajax                  | Opstelling Ajax |
| 26 februari 2023 Aanvangstijd: 13.15 uur Plaats: Enschede Het Diekman | Fenna Kalma 37' (pen.) 48' Renate Jansen 61' | Wedstrijdverslag | 90' Roos van der Veen | Kop, Kardinaal, De Sanders, Doorn, Weerden ( 78' Van der Veen), Spitse, Sabajo, Noordam, Grant ( 79' I. Hoekstra, Leuchter ( 66' Bakker), T. Hoekstra |

### Supercup
| Finale                                                                      | FC Twente                                 | 3 – 2 (1 – 1)    | Ajax                                    | Opstelling Ajax |
| 11 september 2022 Aanvangstijd: 12.15 uur Plaats: Enschede De Grolsch Veste | Fenna Kalma 6' Marisa Olislagers 46', 84' | Wedstrijdverslag | 28' Romée Leuchter 53' Ashleigh Weerden | Kop, Verhoeve, Doorn, De Sanders, Kardinaal ( 85' Van der Most), Pelova, Spitse, Sabajo ( 68' Noordam), Grant, Weerden ( 85' Tromp), Leuchter |

### Eredivisie Cup
| Halve finale                                                      | Ajax                                                                           | 5 – 2 (4 – 1) | PSV                                          |
| 14 mei 2023 Aanvangstijd: 14.30 uur Plaats: Amsterdam De Toekomst | Tiny Hoekstra 2', 37' Romée Leuchter 18' Chasity Grant 43' Elisha Kruize 90+2' |               | 21' Laura Strik 47' Esmee Brugts             |
| Halve finale                                                      | PSV                                                                            | 1 – 3 (0 – 2) | Ajax                                         |
| 22 mei 2023 Aanvangstijd: 19.00 uur Plaats: Eindhoven De Herdgang | Chimera Ripa 67'                                                               |               | 10', 15' Chasity Grant 62' Lisa Doorn        |
| Finale                                                            | Ajax                                                                           | 3 – 4 (2 – 2) | FC Twente                                    |
| 29 mei 2023 Aanvangstijd: 14.30 uur Plaats: Amsterdam De Toekomst | Marit Auée 29' (e.d.) Rosa van Gool 37' Sherida Spitse 47'                     |               | 13', 16' Fenna Kalma 56', 69' Suzanne Giesen |

### Champions League
| 1e kwalificatieronde (Halve finale)                                        | Ajax                                                                                            | 3 – 1 (0 – 1)    | Kristianstads DFF                                                                | Opstelling Ajax |
| 18 augustus 2022 Aanvangstijd: 14.00 uur Plaats: Hjørring Hjørring Stadion | Victoria Pelova 63' 90+1' Kay-lee de Sanders 65' Eshly Bakker 84' Chasity Grant 90+3'           | Wedstrijdverslag | 19' Évelyne Viens                                                                | Kop, Verhoeve, De Sanders, Doorn, Kardinaal ( 90' Van der Most), Spitse, Sabajo ( 78' Bakker), Pelova, Weerden ( 69' Hoekstra), Leuchter ( 77' Hoekstra), Grant |
| 1e kwalificatieronde (Finale)                                              | Ajax                                                                                            | 2 – 1 (1 – 0)    | Eintracht Frankfurt                                                              | Opstelling Ajax |
| 21 augustus 2022 Aanvangstijd: 13.00 uur Plaats: Hjørring Hjørring Stadion | Chasity Grant 8' Quinty Sabajo 20' Kay-lee de Sanders 64' Sherida Spitse 80' Eshly Bakker 90+2' | Wedstrijdverslag | 57' Lara Prašnikar                                                               | Kop, Van der Most, De Sanders, Doorn, Kardinaal ( 46' Hoekstra), Spitse, Sabajo ( 40' Noordam), Pelova, Weerden ( 71' Verhoeve), Leuchter ( 83' Bakker), Grant  |
| 2e kwalificatieronde                                                       | Arsenal WFC                                                                                     | 2 – 2 (1 – 1)    | Ajax                                                                             | Opstelling Ajax |
| 20 september 2022 Aanvangstijd: 20.30 uur Plaats: Borehamwood Meadow Park  | Stina Blackstenius 23' Kim Little 57' (pen.)                                                    | Wedstrijdverslag | 17', 83' Romée Leuchter 55' Soraya Verhoeve 64' Liza van der Most 69' Lisa Doorn | Kop, Verhoeve, Kardinaal, Van der Most, Spitse, Weerden ( 62' Hoekstra), Pelova, Noordam, Grant ( 90+2' Bakker), Leuchter                                       |
| 2e kwalificatieronde                                                       | Ajax                                                                                            | 0 – 1 (0 – 0)    | Arsenal WFC                                                                      | Opstelling Ajax |
| 28 september 2022 Aanvangstijd: 19.00 uur Plaats: Amsterdam De Toekomst    | Sherida Spitse 32' Lisa Doorn 89'                                                               | Wedstrijdverslag | 51' Vivianne Miedema                                                             | Kop, Verhoeve, Doorn, Kardinaal, Van der Most ( 80' Bakker), Pelova, Spitse, Noordam, Weerden ( 64' Hoekstra), Leuchter, Grant ( 87' Tromp)                     |

## Statistieken Ajax 2022/2023

### Eindstand Ajax in de Nederlandse Eredivisie Vrouwen 2022 / 2023
| Stand | Gespeeld | Gewonnen | Gelijk | Verloren | Punten | Doelpunten voor | Doelpunten tegen | Gele kaarten | Rode kaarten |
| ----- | -------- | -------- | ------ | -------- | ------ | --------------- | ---------------- | ------------ | ------------ |
| 1e    | 20       | 18       | 1      | 1        | 55     | 67              | 15               | 10           | 1            |

### Topscorers
| #      | Naam             | Goal |
| ------ | ---------------- | ---- |
| 1.     | Romée Leuchter   | 17   |
| 2.     | Tiny Hoekstra    | 15   |
| 3.     | Quinty Sabajo    | 5    |
| 3.     | Sherida Spitse   | 5    |
| 5.     | Lisa Doorn       | 4    |
| 6.     | Eshly Bakker     | 3    |
| 6.     | Chasity Grant    | 3    |
| 6.     | Ashleigh Weerden | 3    |
| 9.     | Elisha Kruize    | 2    |
| 9.     | Nikita Tromp     | 2    |
| 11.    | Nadine Noordam   | 1    |
| 11.    | Soraya Verhoeve  | 1    |
| Totaal | Totaal           | 67   |

| #      | Naam              | Goal |
| ------ | ----------------- | ---- |
| 1.     | Roos van der Veen | 1    |
| Totaal | Totaal            | 1    |

| #      | Naam             | Goal |
| ------ | ---------------- | ---- |
| 1.     | Romée Leuchter   | 1    |
| 1.     | Ashleigh Weerden | 1    |
| Totaal | Totaal           | 2    |

| #              | Naam                   | Goal |
| -------------- | ---------------------- | ---- |
| 1.             | Chasity Grant          | 3    |
| 2.             | Tiny Hoekstra          | 2    |
| 3.             | Lisa Doorn             | 1    |
| 3.             | Rosa van Gool          | 1    |
| 3.             | Elisha Kruize          | 1    |
| 3.             | Romée Leuchter         | 1    |
| 3.             | Sherida Spitse         | 1    |
| Eigen doelpunt |                        |      |
| 1.             | Marit Auée (FC Twente) | 1    |
| Totaal         | Totaal                 | 67   |

| #      | Naam            | Goal |
| ------ | --------------- | ---- |
| 1.     | Eshly Bakker    | 2    |
| 1.     | Chasity Grant   | 2    |
| 1.     | Romée Leuchter  | 2    |
| 2.     | Victoria Pelova | 1    |
| Totaal | Totaal          | 7    |

### Kaarten
| #      | Naam           | Kreeg geel |
| ------ | -------------- | ---------- |
| 1.     | Quinty Sabajo  | 2          |
| 1.     | Sherida Spitse | 2          |
| 2.     | Lisa Doorn     | 1          |
| 2.     | Rosa van Gool  | 1          |
| 2.     | Tiny Hoekstra  | 1          |
| 2.     | Lize Kop       | 1          |
| 2.     | Romée Leuchter | 1          |
| 2.     | Nadine Noordam | 1          |
| Totaal | Totaal         | 10         |

| #      | Naam           | Kreeg voor de tweede keer geel en dus rood |
| ------ | -------------- | ------------------------------------------ |
| –      | Geen speelster | 0                                          |
| Totaal | Totaal         | 0                                          |

| #      | Naam              | Weggestuurd |
| ------ | ----------------- | ----------- |
| 1.     | Roos van der Veen | 1           |
| Totaal | Totaal            | 1           |

## Voetnoten
ADO Den Haag · 
Ajax · 
VV Alkmaar · 
Excelsior · 
Feyenoord · 
Fortuna Sittard · 
sc Heerenveen · 
PEC Zwolle · 
PSV · 
Telstar · 
FC Twente